# Ernesto Chaparro
Ernesto Chaparro Esquivel (4. ledna 1901 – 10. července 1957) byl chilský fotbalový obránce. Byl součástí chilské reprezentace na Letních olympijských hrách 1928 a Mistrovství světa ve fotbale 1930. Celou kariéru strávil v klubu Colo-Colo.